# Leandro de Sevilla
Leandro de Sevilla (Cartagena, c. 536-540-Sevilla, 13 de marzo de 602) fue un eclesiástico católico notorio en Hispania cuando se produjo la conversión de los visigodos arrianos al catolicismo. Fue obispo de Sevilla a finales del siglo VI. Es venerado como santo por la Iglesia católica y está considerado un padre de la Iglesia.

## Biografía

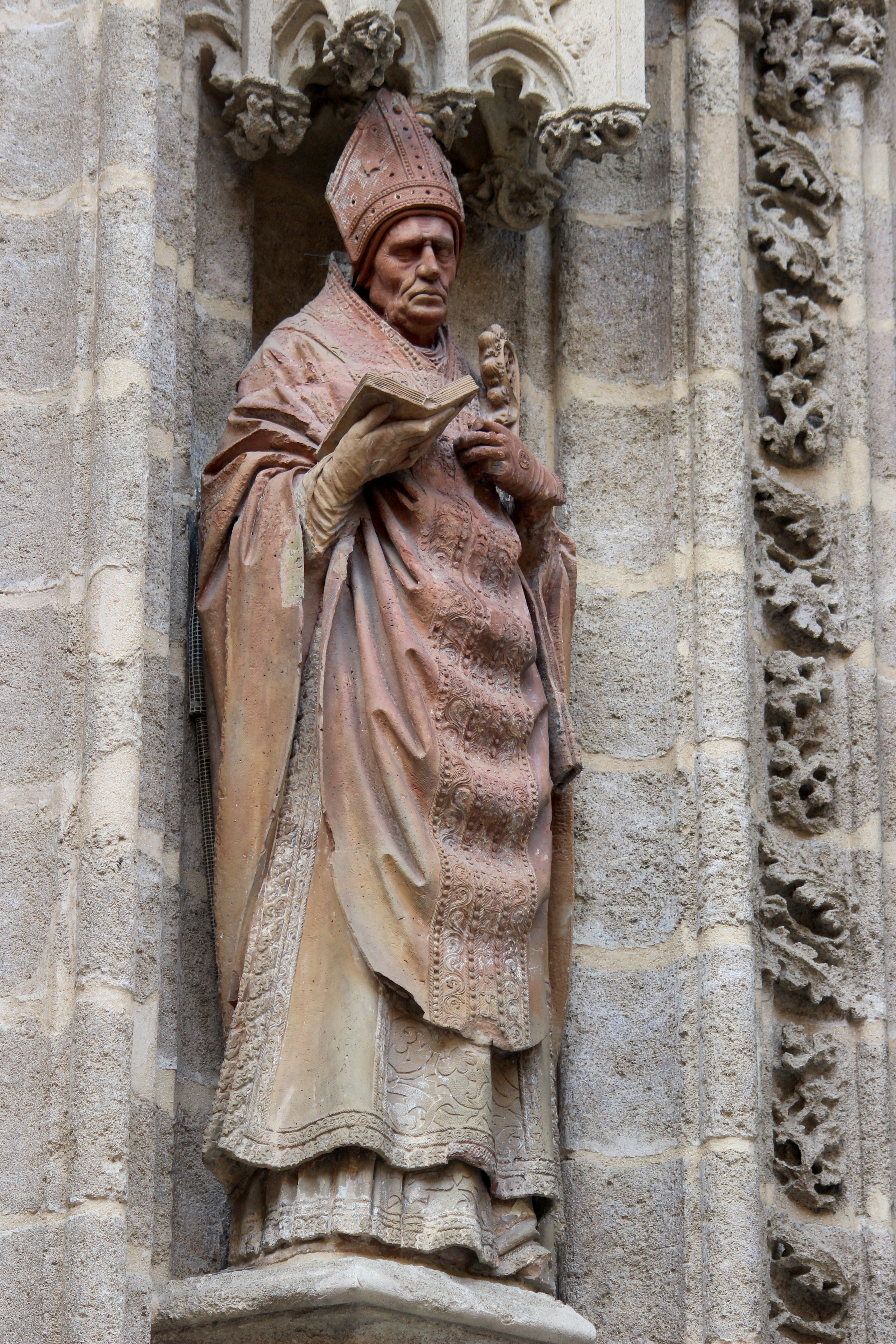
San Leandro de Sevilla. Escultura de Lorenzo Mercadante de Bretaña. Portada del Bautismo de la Catedral de Sevilla.

En la obra De viris illustribus de Isidoro de Sevilla se dice que Leandro "tuvo por padre a Severiano, de la provincia cartaginense de España". Severiano es un nombre romano. También se sabe que Severiano tuvo un cargo público en Cartagena.
Los hermanos menores de Leandro fueron: Fulgencio (que fue obispo de Écija), Florentina (que fue monja) e Isidoro (que sucedió a su hermano como obispo de Sevilla). Leandro escribió una carta a Florentina a finales del siglo VI, conocida como De la educación de las vírgenes y del desprecio del mundo. En ella menciona a una figura maternal llamada Túrtur (tórtola), pero se desconoce si este era el nombre de la madre, si el nombre se utilizó a modo de recurso literario o si se estaba refiriendo a la abadesa del convento donde se encontraba Florentina.
Del documento De la educación de las vírgenes y del desprecio del mundo también se extrae que la familia hispanorromana y católica tuvo que abandonar Cartagena por la llegada de unos extranjeros, que pudieran ser los godos o los bizantinos. Algunos autores piensan que el rey Agila I, ante la llegada de los bizantinos a esa zona de Hispania llamados por Atanagildo en 552, decidió expulsar a los hispanorromanos de la región para que no ayudasen al invasor. En el mismo documento, se dice que la familia se trasladó cuando Florentina era muy pequeña.
Isidoro debió nacer cuando la familia ya estaba en Sevilla, pero escritos posteriores han situado su nacimiento en Cartagena, por lo que Leandro y sus hermanos han sido considerados como los Cuatro Santos de Cartagena.
Leandro fue consciente de la tragedia familiar en Cartagena. Atanagildo entregó la ciudad a los bizantinos en 554. Por todo ello, el historiador Ursicino Domínguez del Val fecha el nacimiento de Leandro entre 536 y 540.
Los padres murieron prematuramente y Leandro tuvo que hacerse cargo de sus hermanos. Posteriormente, se hizo monje.
Se puede fechar su ascenso al episcopado hacia 577-578.
Entre 409 y 418 habían entrado en Hispania unos 200 000 visigodos y suevos. Entonces había en la península ibérica unos 8 millones de hispano-romanos católicos.
El visigodo Leovigildo era hermano del rey Liuva I. En el segundo año de su reinado, entre 568-569, Liuva I le dio a su hermano Leovigildo la mayor parte del territorio para que la gobernase. En 572 murió Liuva y Leovigildo quedó como único rey de los visigodos.
Los visigodos eran arrianos pero la primera mujer de Leovigildo fue una mujer católica. Con ella tuvo a Hermenegildo y Recaredo.
En 579 Leovigildo le entregó a su hijo Hermenegildo parte de la provincia Bética, donde se encontraba Sevilla, para que reinase en ese territorio.
Gregorio de Tours dice que Hermenegildo se convirtió al catolicismo por influencia de su esposa, Ingundis. Sin embargo, Gregorio Magno atribuye esta conversión a Leandro.
En 579 Hermenegildo se declaró católico. Esta conversión se consideró muy grave en la corte visigoda de Toledo. Ese mismo año, Hermenegildo se rebeló contra su padre arriano. Esta rebelión tuvo un fuerte componente religioso, como demuestran los testimonios de Gregorio Magno, Gregorio de Tours y las monedas acuñadas en ese periodo.
Juan de Biclaro, por su parte, dice que la rebelión de Hermenegildo fue debida a la facción de Gosvinta, esposa de Leovigildo, aunque no se sabe si se está refiriendo a que Gosvinta instigó contra él obligándole a defenderse o si Juan de Bíclaro se está confundiendo con Ingundis.
Para Juan de Bíclaro e Isidoro de Sevilla la rebelión fue ilegal e injusta, mientras que Gregorio Magno legitima la rebelión y considera a Hermenegildo un mártir.
Juan de Bíclaro cuenta que Leovigildo reaccionó convocando un sínodo de obispos arrianos en Toledo en 580. En este sínodo se dispuso que los católicos que quisieran ser arrianos no necesitarían volver a bautizarse, siendo suficiente una ablución con imposición de las manos, una comunión con base en las creencias arrianas y adoptar la fórmula no trinitaria de "gloria al padre, por el hijo en el Espíritu Santo".
Por ello se divulgó un libelo contra Leovigildo. Este libelo sería recordado por el canon 16 del III Concilio de Toledo del 589 para calificar a Leovigildo como detestable.
Para atraer a obispos y personas influyentes católicas hacia el arrianismo se organizaron coloquios sobre doctrina. Uno de ellos tuvo lugar en la Basílica de Santa Eulalia de Mérida entre el obispo católico Mausona y el obispo arriano Sunna.
Debido al fracaso de estas medidas, Leovigildo comenzó una persecución contra los católicos. Isidoro de Sevilla la relata del siguiente modo:

Lleno de furor por la perfidia arriana, inició una persecución contra los católicos, envió al destierro a muchísimos obispos, suprimió las rentas y privilegios de las iglesias, atreviéndose también, entre otros contagios de su herejía, a rebautizar a los católicos, no solo del pueblo sencillo, sino también de la dignidad del orden sacerdotal, como el obispo Vicente de Zaragoza, al que convirtió de obispo en apóstata.

Gregorio de Tours, por su parte, narra la persecución con las siguientes palabras:

Aquel año [580] hubo una gran persecución en España contra los cristianos, de tal modo que muchos fueron desterrados, expoliados de sus bienes, muertos de hambre, encarcelados, azotados y muertos por diversos suplicios. La cabeza de este crimen fue Gosvinta.

Según Isidoro, Leandro fue desterrado, pero se desconoce a dónde y el periodo. Pudiera haber sido desterrado entre 580-581, tras no aceptar el sínodo arriano de Toledo, o en 585, después de que Leovigildo ocupase Sevilla. Es posible que este destierro hubiese sido en Constantinopla. Según el cronista del siglo XIII Rodrigo de Cerrato Leandro fue desterrado de Híspalis a Cartagena.

Escudo de la ciudad de Sevilla, con el rey san Fernando en el centro flanqueado por los obispos san Isidoro y san Leandro.

Gregorio Magno dice que, cuando era enviado de la Santa Sede en Constantinopla, conoció a Leandro, que se encontraba en la ciudad por motivos de fe de los visigodos. El hecho de que su estancia en Constantinopla fuese por "por razones de fe" puede significar que estuvo para pedir a Tiberio II o Mauricio que ayudasen a Hermenegildo.
Gregorio Magno llegó a afirmar que Leandro era "el que más amaba". Las dos personalidades sostuvieron correspondencia, aunque según Gregorio Magno sus obligaciones en la Iglesia católica le impidieron escribir a Leandro con más amplitud.
Gregorio Magno le envió a Leandro una capa para que la usase en misa con el mensaje:

Debiera advertirte cómo debías vivir, pero no es necesario, porque en ti las costumbres van delante de las palabras.

Leandro animó a Gregorio Magno a escribir su obra Moralia, sive Expositio in Job, terminada en el 595. Hay una carta de Liciniano de Cartagena a Gregorio Magno que dice que Leandro volvió de Constantinopla pasando por Cartagena llevando consigo la obra Moralia, sive Expositio in Job de Gregorio Magno. Por esto, los historiadores Justo Pérez de Urbel y Ángel Custodio Vega han considerado que Leandro hizo un viaje a Constantinopla hacia el 595.
Leovigildo murió en 586, siendo sucedido por Recaredo. Isidoro de Sevilla, en su obra De viris illustribus, dice que la aceptación del credo católico por parte de los godos se debió a la fe y habilidad de Leandro. Recaredo se convirtió al catolicismo en 587. Juan de Bíclaro dice que el III Concilio de Toledo de 589, que tuvo lugar en presencia del rey, fue posible gracias al obispo Leandro y al entonces abad Eutropio.
Isidoro de Sevilla y Juan de Bíclaro coinciden en señalar el gran prestigio que tuvo Leandro en toda Hispania.
En el III Concilio de Toledo tuvo que abordarse el problema de si "rebautizar" a los arrianos. Para resolver esto Leandro contaba con lo ya escrito por Agustín de Hipona, según el cual no se podía repetir el sacramento del bautismo. Se decidió que bastaba con abjurar de los errores, una unción con el crisma y la imposición de las manos.
Otro problema del III Concilio de Toledo fue si bautizar con una o tres inmersiones en agua. Para resolver la cuestión Leandro escribió a Gregorio Magno. La carta de Leandro no se conserva pero sí la de Gregorio Magno, escrita en 591, cuando ya era papa de la Iglesia católica. En su misiva, suscribe los argumentos de Leandro. Sobre la triple inmersión dice que sirve para dignificar la resurrección de Jesús al tercer día y que es acorde a la doctrina de la Trinidad pero sugiere una sola para que la gente no divida la Trinidad y para diferenciarse de herejes que practicaban la triple inmersión. Por esto, se decidió la inmersión simple.
En el III Concilio de Toledo se decidió también que los obispos, presbíteros y diáconos arrianos que se convirtiesen al catolicismo fuesen célibes. Solo los lectores no debían mantener el celibato.
Todo parece indicar que en el III Concilio de Toledo no se aceptó como válidas las ordenaciones arrianas, ya que en el II Concilio de Zaragoza del 592 se dice que los presbíteros arrianos y los obispos debían ser bendecidos para poder serlo de la Iglesia católica.
En el III Concilio de Toledo se decidió que los templos de los arrianos que se convirtiesen al catolicismo pasaban a ser propiedad de los obispos católicos de ese territorio. Los libros arrianos fueron condenados en el concilio pero no hay constancia de que fuesen destruidos por Recaredo. La única noticia de su quema es un relato posterior de pseudo-Fredegario.
En 590 Leandro presidió el I Concilio de Sevilla, en el que estuvieron presentes ocho obispos de la provincia Bética. En este concilio se rechazó que un obispo que careciera de herederos pudiese poner el libertad a un siervo que perteneciese a su Iglesia sin ofrecer una compensación adecuada.
En el I Concilio de Sevilla también se suscribió la doctrina del III Concilio de Toledo de que, si alguien sometido a celibato tenía en su casa a una mujer y había sospechas de que mantenía relaciones con ella, debía ser castigado por la Iglesia y vender esa mujer, dando el dinero a los pobres. A esto se añadió que si los presbíteros o diáconos no se apartaban de mujeres extrañas o de la "familiaridad de las criadas" tras el aviso del obispo, un juez se apoderaría de esas mujeres, las vendería y se daría el dinero a los pobres.
Los hermanos Leandro, Isidoro y Florentina fueron enterrados en la misma tumba con una cruz y un epitafio. El texto de este epitafio se conoce a raíz de cuatro manuscritos (dos en la Biblioteca Nacional Francesa de París, uno en la Biblioteca Nacional de Portugal de Lisboa y otro en la Biblioteca Municipal de Oporto) y de una Vita S. Isidori que hay en la Biblioteca Nacional de España de Madrid. En dicho epitafio figura también la fecha de la muerte de las tres personas: Leandro el 14 de marzo de 602, Isidoro el 4 de abril de 636 y Florentina el 28 de agosto de 633.

## Culto histórico
El martirologio jeronimiano recuerda a un Leandri el 27 de febrero. Probablemente se tratase de Leandro de Sevilla.
El martirologio de Usuardo recuerda a Leandro de Sevilla el 27 de febrero y martirologio de Floro de Lyon lo recuerda el mismo día.
También aparece en el martirologio del monje Wandelbert de la Abadía de Prüm recordado el 27 de febrero.
El calendario de Recemundo lo recuerda el 13 de marzo.

## Escritos

### Dos libros contra los dogmas de los herejes
Esta obra se encuentra desaparecida y es llamada así por Isidoro. Tenía un estilo vehemente, abundancia de referencias bíblicas y puntualizaciones doctrinales sobre la diferencia entre el arrianismo y el catolicismo.

### Un tratado contra las instituciones de los arrianos
Es otra obra desaparecida y es llamada así por Isidoro. Estaba estructurado en preguntas y respuestas. Su objetivo era refutar el arrianismo.

### Escritos relacionados con la liturgia
Isidoro dice que Leandro escribió muchos textos litúrgicos e incluso composiciones musicales. También dice que escribió oraciones relacionadas con los salmos. Según el liturgista Jordi Pinell i Pons Leandro es el autor de una serie de oraciones, recogidas en el Liber orationum psalmographus, que eran recitadas por los sacerdotes tras una meditación que era posterior al canto del salmo.

### Cartas
Según Isidoro, Leandro escribió numerosas cartas pero solo hace referencia a dos: la que escribió a Gregorio Magno acerca del bautismo y otra enseñando a uno de sus hermanos a no temer a la muerte.

### Homilía en alabanza de la Iglesia
La tradición dice que Leandro pronunció esta homilía en el III Concilio de Toledo. Es doctrinal y cuenta con referencias bíblicas.

### De la educación de las vírgenes y del desprecio del mundo
Fue escrito por Leandro cuando era obispo para su hermana Florentina, que iba a profesar como religiosa en un convento de su diócesis. Se creía que constaba solamente de 21 capítulos pero en 1948 se descubrió en un códice del Monasterio de San Lorenzo de El Escorial una versión con 31 capítulos.
Esta obra cuenta con una explicación doctrinal sobre la virginidad, basándose en la vanidad del mundo y el desposorio con Cristo. Habla acerca del trato de una religiosa con mujeres seglares, con varones y con jóvenes. También trata del tema de la caridad. Dice que la consagrada debe tener una serie de virtudes como son el pudor, saber soportar la calumnia, no calumniar, no ser orgullosa, embellecer el alma con las virtudes cristianas, humildad, paciencia, templanza y saber evitar la murmuración. Trata de forma breve de las actividades que se deben realizar en un monasterio, como son la lectura, la oración y el trabajo manual. Trata también sobre el consumo de vino, el ayuno, la abstinencia de carne y la postura con respecto a la abundancia y la necesidad.

### Atribuciones
Pascasio Quesnel y Enrique Flórez atribuyen el Sermo in solemniis sancti Vincetii martyris a Leandro de Sevilla.
Por otro lado, dada la importancia de Leandro en el III Concilio de Toledo, se le atribuyen los siguientes textos de dicho evento: el Tomus regi, la profesión de fe con los anatematismos y el edicto del rey en confirmación del concilio.
| Predecesor: Esteban II | Arzobispo de Sevilla 579 - 602 | Sucesor: Isidoro |